# Terezija Portugalska, kraljica Leona
Terezija (Tereza; 1176. – 1250.) bila je portugalska infanta i leonska kraljica, čiji su roditelji bili Sančo I. i Dulce Aragonska. Terezija je bila najstarija kći svojih roditelja te je imala sestru Sanču.
Godine 1191., Terezija se udala za svog rođaka Alfonsa IX.; par je imao kćeri Sanču i Dulce te sina Ferdinanda.
Zbog bliskog srodstva, Terezijin je brak poništen.
Papa Klement XI. proglasio je Tereziju blaženom 1705. Spomendan je 20. lipnja.